# Клименко, Иван Иванович (Герой Советского Союза)
Ива́н Ива́нович Клименко (24 февраля 1914, Новоандреевка, Таврическая губерния — 23 ноября 1942, Калачёвский район, Сталинградская область) — участник Великой Отечественной войны, командир танковой роты 152-го танкового батальона 69-й танковой бригады 4-го танкового корпуса 21-й армии Сталинградского фронта, лейтенант, Герой Советского Союза (1943).

## Биография
Родился 24 февраля 1914 года в селе Новоандреевка (ныне — в Ореховском районе Запорожской области Украины). Украинец.
С 1921 года жил в городе Новочеркасске Ростовской области. С 1933 по 1938 год учился в Новочеркасском инженерно-мелиоративном институте. В 1939—1941 годах обучался в Новочеркасском индустриальном институте имени С. Орджоникидзе (ныне Южно-Российский государственный политехнический университет) по специальности «Водоснабжение и канализация». 17 февраля 1941 года решением Государственной экзаменационной комиссии ему присвоена квалификация инженера-строителя (диплом № 486695).
В Красной Армии с 1941 года. В марте 1942 года Клименко было присвоено звание лейтенанта. На фронтах Великой Отечественной войны с октября 1942 года. В этом же году по расширению плацдарма на реке Дон проявил себя как смелый, мужественный и умелый командир.
В середине ноября 1942 года 69-я танковая бригада 21-й армии, в которой служил лейтенант, сосредоточилась в районе станицы Клетской для прорыва вражеской обороны. Утром 19 ноября началось историческое контрнаступление советских войск в междуречье Дона и Волги. За 4 дня боёв — с 19 по 22 ноября — танкисты роты Клименко уничтожили и захватили 22 вражеских танка, 12 орудий, 5 пулемётов, 318 повозок с грузами, 270 автомашин, 2 склада с продовольствием и боеприпасами, пленили около 800 гитлеровцев.
Погиб 23 ноября 1942 года возле хутора Платонов. Во время боя танк Клименко был подбит, но отважный экипаж продолжал сражаться. Один за другим погибли все члены экипажа. Иван Клименко остался один, отбивался до последнего патрона и застрелился, чтобы не попасть живым в руки фашистов.
И. И. Клименко был похоронен на хуторе Мариновка Калачёвского района Волгоградской области. Позже перезахоронен в городе Калач-на-Дону на площади Павших борцов.
Указом Президиума Верховного Совета СССР «О присвоении звания Героя Советского Союза начальствующему составу Красной Армии» от 4 февраля 1942 года за «образцовое выполнение боевых заданий командования на фронте борьбы с немецкими захватчиками и проявленными при этом отвагу и геройство» удостоен посмертно звания Героя Советского Союза.

## Награды
- Награждён орденом Ленина и медалью «За отвагу».

## Память

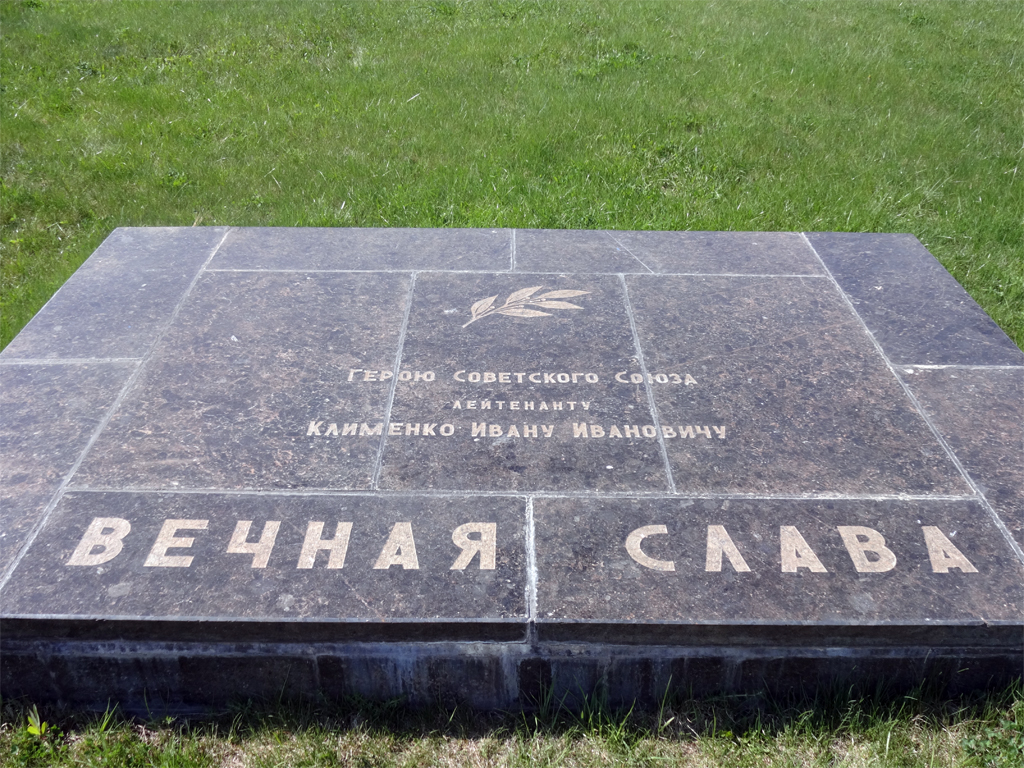
Мемориальная плита И. И. Клименко на Мамаевом кургане в Волгограде.

- На одной из надгробных мемориальных плит Мамаева Кургана высечено имя Героя Советского Союза командира танковой роты лейтенанта Ивана Ивановича Клименко.
- Его именем названы улицы в родном селе и городе Новочеркасске, а также школа в Мариновке.
- Постановлением исполкома Волгоградского городского Совета от 29 марта 1965 года улица Охотская в Тракторозаводском районе переименована в улицу Клименко[2][3].
- В Новочеркасске на главном корпусе НГМА имеется мемориальная доска с надписью: «Здесь с 1933 по 1938 гг. учился Герой Советского Союза Иван Иванович Клименко. 1914—1942 гг. Погиб в 1942 г. под Сталинградом»[4].